# Quaranfil quaranjavirus
Quaranfil quaranjavirus é a espécie-tipo do gênero de vírus do Quaranjavírus, da família de vírus Orthomyxoviridae. Foi isolado de carrapatos perto do Cairo, Egito, em 1953. O vírus pode infectar humanos, conforme confirmado por estudo sorológico de amostras de soro humano no Egito na década de 1960, que mostrou que 8% da população local tinha anticorpos neutralizantes para o vírus. O vírus ainda não foi conectado a uma doença humana.